# Dysdera ratonensis
Dysdera ratonensis là một loài nhện trong họ Dysderidae.
Loài này thuộc chi Dysdera. Dysdera ratonensis được Jörg Wunderlich miêu tả năm 1992.